# François Buzot
Pour les articles homonymes, voir Buzot.
François Nicolas Léonard Buzot, né le 1er mars 1760 à Évreux et trouvé mort le 24 juin 1794 à Saint-Magne-de-Castillon, est un homme politique français connu pour son engagement pendant la Révolution. Il a été membre de l’Assemblée nationale constituante de 1789-1791 et député de l’Eure à la Convention nationale.

## Biographie
Il est le fils de François Buzot (1717-1771), procureur au bailliage et présidial d'Évreux et de Marie Madeleine Legrand. Peu fortuné, il se marie en 1784 avec sa cousine germaine, Marie Anne Victoire Baudry, qui dispose d'une belle dot. Son épouse est la fille de Marie Anne Buzot et de Jean Pierre Baudry, qualifié de « maître de forges » à La-Charité-sur-Loire dans les années 1740 et de « directeur en chef des forges royales de la Chaussade » au moment de sa mort à Cosne-sur-Loire en 1776.
Avocat à Évreux, Buzot est nommé par le roi échevin de la ville, sur proposition du duc de Bouillon, en 1778.

### Député du tiers état
Il est élu député du tiers état aux États généraux par le bailliage d’Évreux en 1789. Immédiatement, à la Constituante, il prend vigoureusement parti contre la monarchie, la noblesse et le clergé. Dès le 6 août 1789, il définit les biens de l’Église comme la propriété de la Nation et réclame leur nationalisation. Il demande également le droit pour tous les citoyens de porter des armes.
Rentré à Évreux après la dissolution de la Constituante, il devient, le 7 février 1792, le premier président du tribunal criminel nouvellement installé dans l'ancien séminaire des Eudistes. C’est à cette époque, lors d'un voyage à Paris, qu'il fait la connaissance de Manon Roland, dont il s'éprend.

### Député girondin à la Convention
En 1792, il est réélu député de l’Eure à la Convention nationale. Sous l’influence de son amie, Manon Roland, il siège parmi les girondins dont il s'affirme comme l'un des principaux orateurs. Il attaque la conduite de Marat, fait un rapport sur la création d’une garde nationale des départements pour défendre la Convention contre la foule parisienne. Sa proposition est acceptée, mais reste lettre morte. Il propose également un rapport sur les mesures à prendre contre les émigrés, dont il suggère le bannissement à perpétuité. Il propose d’établir la peine de mort contre quiconque proposerait de rétablir la royauté.

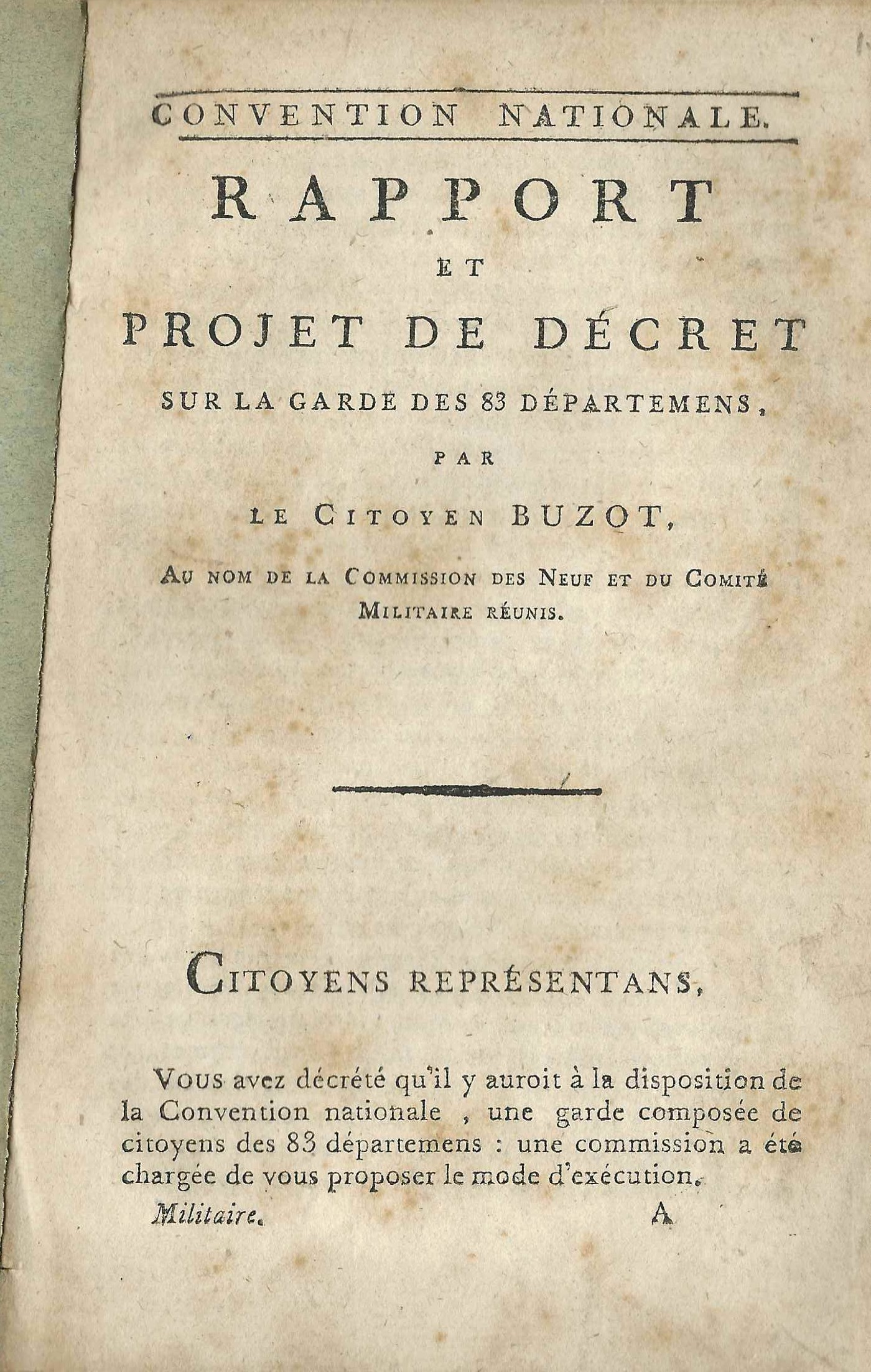
Première page du rapport du citoyen Buzot concernant les gardes nationales.

Lors du procès de Louis XVI, il vote affirmativement sur la culpabilité du roi et pour la ratification du jugement par le peuple. Il se prononce ainsi pour la mort avec l'amendement de Mailhe, et le sursis.
Membre de la commission de salut public, qui succède au Comité de défense générale, à compter du 26 mars 1793, il combat l’instauration du tribunal criminel extraordinaire et du Comité de salut public; dans le même temps, il s’abstient, à la Convention nationale, dans le scrutin de la mise en accusation de Marat. Il est plusieurs fois dénoncé par les sections de Paris. Il vote affirmativement sur la question de savoir si le décret qui a cassé la Commission des Douze doit être rapporté.
Souvent présenté comme l'un des porteurs d'une vision fédéraliste, il s’écrie pourtant, le 25 septembre 1792 : « proscrivons le gouvernement fédératif, pour n’avoir qu’une République unique ».

### Proscription, fuite et suicide
Décrété d'arrestation avec les girondins, le 2 juin 1793, il parvient à s'enfuir à Évreux où il est hébergé chez l'abbé Vallée, frère de Jacques Nicolas Vallée, son collègue député à la Convention. Il tente vainement de mobiliser les habitants de sa ville natale, puis d'organiser près d'Évreux un corps insurrectionnel fédéraliste contre la Convention. Le 13 juin, décrété d'accusation, il gagne le département du Calvados.
Le 17 juillet, la Convention nationale décrète : « que la maison occupée par Buzot à Évreux, serait rasée, et qu'il n'en pourra être jamais bâti sur ce terrain. Il y sera élevé une colonne sur laquelle sera cette inscription : « Ici fut l'asile du scélérat Buzot, qui, représentant du peuple, conspira la perte de la République française. » Le 23 juillet 1793, la Convention nationale le déclare traître à la patrie.
Bordeaux étant entrée en insurrection contre la Convention, il y cherche un refuge. Pendant dix mois, il se cache avec Pétion et Barbaroux, dans les grottes de Saint-Émilion, puis dans la maison Troquart. Quand Salle et Guadet sont arrêtés dans la maison du père de Guadet, se croyant menacé, il quitte son asile en pleine nuit avec Pétion et Barbaroux. Toutefois, un berger les aperçoit dans un bois de pins. Barbaroux se tire un coup de pistolet, mais il se manque et se fait prendre. De leur côté, Pétion et Buzot s'enfoncent dans un champ de blé et se suicident à Saint-Magne-de-Castillon, dans le canton de Castillon. On retrouvera leurs cadavres, à moitié dévorés par les loups, quelques jours plus tard, dans le champ nommé depuis le Champ des émigrés,,.
Buzot a laissé des Mémoires qui ont été publiés en 1823.
Son neveu, Philippe Charles Goy, sera guillotiné le 22 prairial an II (10 juin 1794) avec les autres membres de la conspiration de Cosne-sur-Loire et de Saint-Amand-les-Eaux.

## Hommage

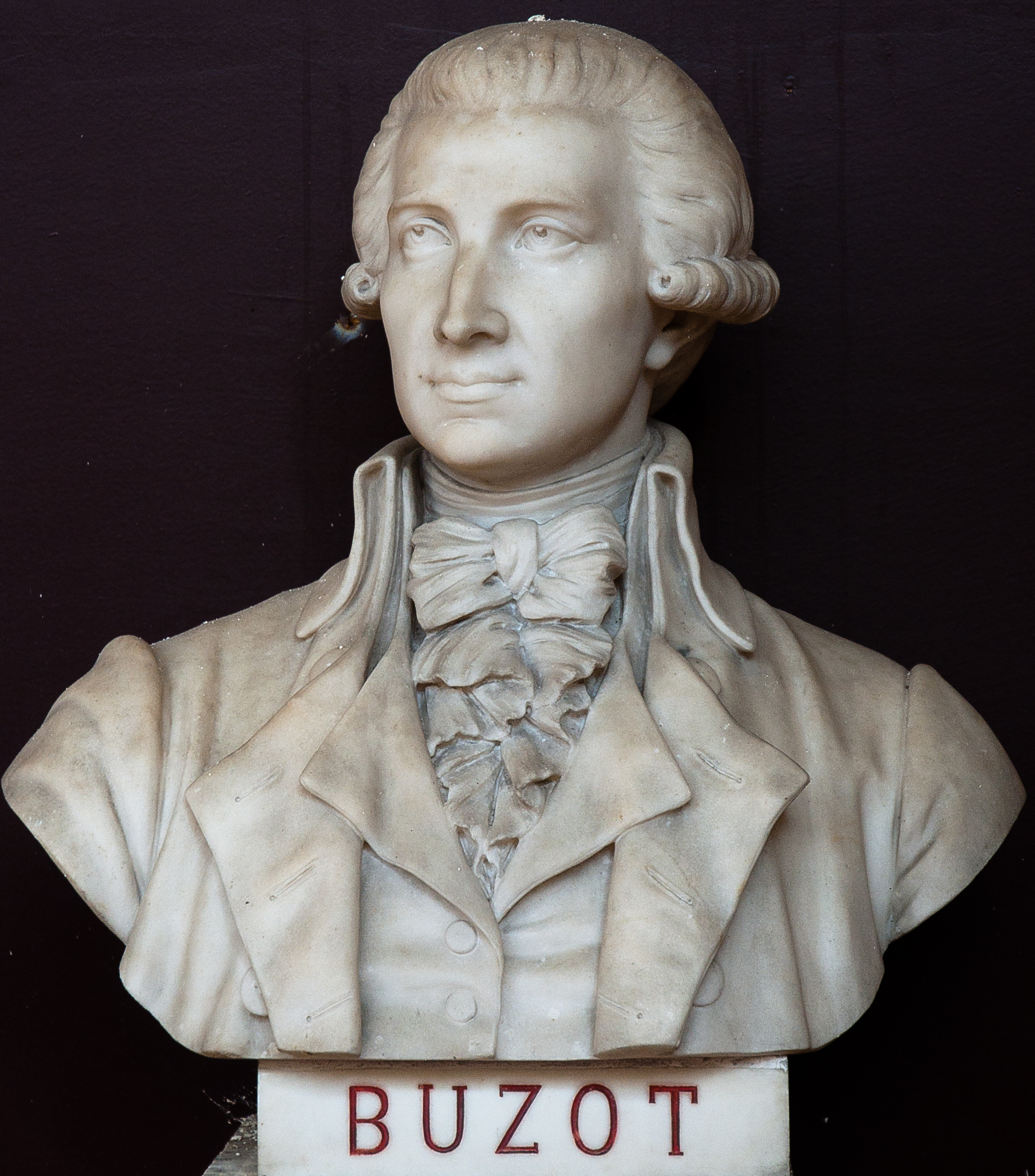
Buste de François Nicolas Léonard Buzot dans la salle du serment du jeu de paume à Versailles.

L’actuelle rue-du-colonel-Arnaud-Beltrame à Évreux avait précédemment reçu au XIXe siècle (avant 1890) le nom de « Buzot ».